# 드림 시어터
드림 시어터(Dream Theater)는 미국의 프로그레시브 메탈 밴드로, 1986년 당시 보스턴 버클리 음악 대학에 재학 중이던 마이크 포트노이, 존 페트루치, 존 명이 결성한 밴드 ‘마제스티’(Majesty)에 그 기반을 두고 있다. 그 후 밴드활동을 위해 학업을 중단하였고, 밴드 내에 몇 번의 구성원 교체가 있었고 이 원년 구성원 세 명은 2010년 9월 마이크 포트노이가 다른 구성원들과의 갈등으로 밴드를 탈퇴할 때까지 제임스 라브리에, 조던 루디스와 밴드를 이어나갔다.
드림 시어터는 전 세계에서 가장 성공한 프로그레시브 메탈 밴드 중 하나이다. 이들은 난해하고도 정교한 기교적 연주와 그들 특유의 서정성을 결합한 완성도 높은 음악으로 전 세계 메탈 팬들의 많은 사랑을 받고 있다. 특히 1992년 발매된 음반 Images and Words에 실린 곡 "Pull Me Under"는 MTV 등의 매체에서도 큰 인기를 얻어, 밴드 내에서 상업적인 인기를 얻은 몇 안 되는 곡 중 하나로 꼽힌다.
드림 시어터의 구성원들은 자신이 다루는 악기 분야에서 세계 최고의 연주자로 꼽히고, 각종 음악 잡지에서 수많은 상을 받았다. 또한 많은 뛰어난 연주자들과 함께 작업하기도 한다. 기타리스트 존 페트루치는 G3 투어의 제 3 구성원로 초대되어 총 6번의 공연을 함께 하였다. 이는 가장 많은 참가 횟수로, 또 다른 참여자였던 에릭 존슨, 로버트 프립, 잉베이 말름스틴의 공연횟수를 넘어서는 기록이다.
그들의 발매작 중 가장 많이 팔린 음반은 골드를 기록한 빌보드 200 차트에서 61위를 기록한 1992년의 Images and Words이다. 이 음반은 빌보드 200 차트에서 61위를 마크하였다. 1994년의 Awake 음반과 2002년의 Six Degrees of Inner Turbulence도 각각 32위와 46위를 기록하였고, 대부분의 평론가들로부터 좋은 평가를 받았다. 특히 Six Degrees of Inner Turbulence 음반은 드림 시어터가 그들의 신보를 발매할 때마다 각종 메인스트림 음악잡지에 소개되게 만드는 계기가 되었다. 2007년의 Systematic Chaos 음반은 빌보드 200 차트에서 19위를 기록하였다. 드림 시어터는 미국에서만 2백만 장이 넘는 음반을 판매하였고, 전 세계 판매량은 8백만 장이 넘는다. 가장 최근의 정규 음반은 2009년 6월 23일 발매된 Black Clouds & Silver Linings이다. 이 음반은 빌보드 200 차트 6위를, 유로차트 핫 100 싱글에서 1위를 기록해 양쪽 차트에서 그들의 최고 기록을 세웠다.

## 역사

### 결성 (1986)
드림 시어터는 1986년 9월, 기타리스트인 존 페트루치와 베이시스트 존 명이 버클리 음악 대학에 재학 중이던 당시 여가시간을 활용해 밴드를 만들어보기로 하면서 처음 시작되었다. 두 사람은 버클리 음악 대학의 한 연습실에서 우연히 드러머 마이크 포트노이를 만나고 그에게 밴드 가입을 제안한다. 이렇게 만난 세 사람은 아이언 메이든과 러시의 음악을 커버하면서 밴드 활동을 시작했다.
존 명, 페트루치, 포트노이 세 사람은 새로운 밴드의 이름을 ‘마제스티’로 정했다. 어느 날 그들은 버클리 공연장에서 러시의 콘서트 티켓을 사기위해 줄을 서 있던중에 공연장에서 나오는 리허설 소리를 듣게 되었다. 포트노이는 그때 연주되고있던 "Bastille Day"(음반 Caress of Steel 中)라는 곡의 끝부분에 "Majestic"이라는 단어가 들렸다고 했다. 그 이후에 '마제스티'가 밴드 이름으로 정해지게 되었다.
다음으로 이들 세 명은 밴드의 빈 자리를 메꾸기 시작했다. 페트루치의 제안으로 그의 고등학교 밴드 친구인 케빈 무어가 키보디스트로 정해졌다. 또한 크리스 콜린스가, 밴드 구성원들이 그가 퀸스라이크의 "Queen of the Reich"를 커버하는 것을 듣고 난 후, 보컬로 기용되었다. 이 시기에 페트루치와 포트노이, 존 명은 더 이상 학교에서 배울 것이 없다고 느끼고 밴드 활동에 보다 집중하기 위해 학교를 떠났다. 케빈 무어도 그가 다니던 대학을 떠나 밴드 활동에 집중하기 시작했다.

### 'Majesty' 데모와 드림 시어터의 탄생 (1986-1987)
1986년 초에 밴드는 뉴욕 등지에서 많은 콘서트를 열었다. 이 시기에 밴드는 The Majesty Demos라는 이름의 데모 모음집을 녹음하였다. 이 음반은 6개월 동안 1000여 장이 팔렸고, 카세트테이프로도 재녹음되어 후에 프로그레시브 메탈 씬에서 유명해졌다. The Majesty Demos는 포트노이의 잇시잼 레코드(YtseJam Records)를 통해 CD로 공식 발매되었다. 하지만 테이프 버전도 여전히 구매할 수 있다.
1986년 11월, 몇 달 동안 함께 공연하고 작곡하던 크리스 콜린스가 음악성의 차이로 밴드를 떠났다. 한 달여 동안의 후임보컬을 찾는 작업 끝에 찰리 도미니시가 새 보컬로 낙점되었다. 그는 밴드 구성원들 중에서 가장 나이가 많고 밴드 경험도 가장 많았다. 도미니시의 합류로 인해 밴드는 안정감을 가지게 되었고, 이를 바탕으로 그들은 점차 뉴욕을 중심으로 라이브 공연의 횟수를 늘리기 시작했다. 밴드는 이 시기에 상당한 지명도를 얻었다.
한편, 도미니시가 가입한 직후 라스 베이거스에서 활동하던 또 다른 'Majesty'라는 이름의 밴드가 밴드명 사용에 대한 지적 재산권을 이유로 법적 절차에 들어가겠다는 통보를 보냈다. 때문에 밴드는 새로운 이름을 만들어야만 했다. ‘Dream Theater’라는 이름은 포트노이의 아버지가 캘리포니아주 몬테레이에 있는 "Dream Theater"라는 영화관 이름을 밴드명으로 제안함으로써 정해졌다고 한다.

### When Dream and Day Unite(1988-1990)
1989년의 드림 시어터는 존 페트루치, 마이크 포트노이, 찰리 도미니시, 케빈 무어, 존 명으로 이루어졌고 밴드의 결속력도 좋았다. 이를 바탕으로 밴드는 뉴욕 등지에서 많은 공연을 할 수 있었고 또한 작곡에 대한 영감도 얻었다. 마침내 이들은 메카닉스 레코드(MCA의 분사)의 주목을 받아 1988년 6월 23일 첫 번째 녹음 계약을 맺고 그들의 데뷔 음반 작업을 시작했다. 녹음은 펜실베이니아 글래드와인의 카잼 빅토리 스튜디오에서 3주간에 걸쳐 이루어졌다.
When Dream and Day Unite는 밴드가 예상했던 것보다 훨씬 덜 알려지게 되었다. 이유는 메카닉스 레코드에서 밴드와의 중요한 재정 약속을 모두 깨버렸기 때문인데, 이로 인해 프로모션 투어는 뉴욕과 뉴욕 주위에서 총 5번밖에 이루어지지 못했다. 그들의 첫 번째 공연은 뉴욕 베이 쇼어에 있는 선댄스에서, 3인조 밴드 지브라의 게스트로 선 것이다.
4번째 공연 이후 도미니시가 음악성의 차이와 개인적인 문제로 해고되었다. 그러나 그 직후에, 밴드 마릴리온이 드림 시어터에게 뉴욕 리츠에서의 공연을 제안했고, 도미니시는 덕분에 마지막 공연을 할 수 있는 기회를 얻었다. 이후 드림 시어터가 새 보컬을 찾는데는 2년이 걸렸다.

### Images and Words(1991–1993)
도미니시의 해고 이후, 드림 시어터는 메카닉스와의 계약을 해제하는 소송에서 승리했다. 이후 보컬 오디션과 다음 음반을 위한 작곡을 동시에 진행했다. 오디션에는 200명이 넘는 사람들이 몰렸는데, 그 중에는 페이츠 워닝의 보컬 존 아치도 있었지만 결국 모두 탈락했다. 1990년 중반 뉴욕에서의 한 공연 도중, 드림 시어터는 스티브 스톤을 새 보컬로 소개했다. 그러나 그는 겨우 세 곡만 부르고 밴드에서 해고되었는데, 생각보다 그의 보컬 역량이 좋지 않았기 때문이었다. 이후 5개월 동안 드림 시어터는 '잇시잼'이라는 이름으로 보컬 없이 연주로만 이루어진 공연을 했다. 보컬 탐색와 작곡은 1992년 중반까지 계속되었는데, 이 시기에 밴드는 1992년에 발매되는 음반 Images and Words에 수록된 곡 대부분을 만들었다.
1991년, 글램 메탈 밴드 윈터 로즈의 보컬 케빈 제임스 라브리에(영어: Kevin James Labrie)가 오디션을 보러 캐나다에서 뉴욕으로 왔다. 라브리에는 밴드와 함께 세 곡을 불렀고, 그 자리에서 즉시 보컬로 고용되었다. 밴드 가입후 라브리에는 또 다른 'Kevin'인 케빈 무어와 이름이 겹치는것을 피하기 위해 자신의 성을 버리고 '제임스 라브리에'로 활동하기로 했다. 이후 몇 개월 동안 밴드는 뉴욕시 근처에서 라이브 공연을 하면서 보컬 파트 멜로디를 만들었다. 마침내 드림 시어터는 앳코 레코드(현 EastWest, Elektra Records의 자회사)의 데렉 슐만과 7개 음반의 계약을 맺었다. (이 계약의 기반이 되었던 세 개의 데모곡들은 후에 "The ATCO Demos"라는 이름으로 발매되어 팬클럽 가입 회원들에게 판매되었다.)
새 레이블과의 계약 후 첫 음반은 1992년의 Images and Words이다. 첫 싱글은 "Another Day"로, 싱글 CD와 뮤직비디오가 만들어졌지만 상업적으로 주목받지 못했다. 대신 "Pull Me Under"가 아무런 홍보가 없었음에도 불구하고 라디오에서 꽤 크게 주목받았다. 그러자 앳코는 "Pull Me Under"의 뮤직비디오를 제작했고 이는 MTV에서 큰 인기를 얻었다. 세 번째 뮤직비디오인 "Take The Time"이 만들어졌지만 "Pull Me Under"만큼의 성공은 거두지 못했다.
Pull Me Under의 성공과 함께 미국과 유럽 지역에서의 수많은 투어의 영향으로 Images and Words는 미국에서 골드 인증, 일본에서 플래티넘 인증을 기록했다. 유럽 지역의 투어는 1993년에 이루어졌다. 이 중 런던의 명성있는 마르퀴 클럽에서 이루어진 공연은 Live at the Marquee라는 이름의 음반으로 녹음되어 발매되었다. 이는 드림 시어터의 첫 번째 공식 라이브 음반이다. 또한 일본에서의 공연과 무대 뒷모습을 담은 Images and Words: Live in Tokyo 비디오도 발매되었다.

### Awake(1994)
새로운 스타일의 음반을 만들고자 하는 욕구와 함께 드림 시어터는 1994년 5월 스튜디오로 돌아왔다. 밴드의 세 번째 정규음반은 수많은 팬들의 논쟁 속에 10월 4일 발매되었다. 음반이 믹싱되기 직전에 케빈 무어가 나머지 구성원들에게 밴드 탈퇴를 알린 것이다. 무어는 자신이 더 이상 투어에 관심이 없고 좀 더 자신이 원하는 스타일의 음악에 집중하기 위해 드림 시어터를 나갈 것을 밝혔다. 밴드는 급하게 투어 일정이 잡히기 전에 케빈 무어를 대체할 키보디스트를 구해야만 했다.
Awake 음반은 평론가와 팬들 양쪽으로부터 큰 호평을 받았다. 이 음반은 드림 시어터의 몇몇 어두운 스타일의 음반 중 하나이고 이는 주로 자아갈등을 주제로 한 가사들에서 기인한다. 예를 들어 "The Mirror"는 당시 알콜중독에서 회복되었던 포트노이의 경험이 담긴 가사이다.
스트라토바리우스의 구성원인 옌스 요한슨은 당시 드림 시어터의 키보디스트 후보군들 중 가장 명성이 높았다. 그러나 밴드 구성원들이 함께하기 원했던 키보디스트는 조던 루디스였다. 포트노이와 페트루치는 우연히 키보드 잡지에서 "독자가 뽑은 최고의 신인" 코너에 1위로 뽑힌 조던 루디스를 발견했다. 두 사람은 캘리포니아 버뱅크의 콘크리트 파운데이션스 포럼(Concrete Foundations Forum)에 루디스를 초대해 몇 번의 리허설을 해보았고 결과는 매우 성공적이었다. 루디스는 드림 시어터의 정식 키보디스트 자리를 제안받았으나, 그는 개인 신상을 이유로 거절했고 대신 딕시 드렉스의 투어에 참여했다. 실망한 밴드는 대신 버클리 음악 대학의 동문이자, 앨리스 쿠퍼와 키스에서 활동했던 데렉 셰레니언을 Awake 음반의 프로모션 투어 구성원로 고용했다. 투어가 끝난 후 셰레니언은 무어를 대신하여 드림 시어터의 두 번째 키보디스트로 정식 가입한다.

### A Change of Seasons와Falling into Infinity(1995-1998)
새로운 키보디스트를 영입한 드림 시어터는 그러나 곧바로 새 음반 작업에 착수하지 않았다. 당시 드림 시어터와 팬을 연결하는 가장 유명한 형태였던 '잇시잼 메일링 리스트'로 연결된 전 세계의 수많은 팬들이, "A Change of Seasons"를 정규음반으로 발표하라는 압력을 넣기 시작했기 때문이다. 이 곡은 원래 1989년에 만들어진 곡으로 원래는 Images and Words 음반에 포함시키려고 했었다. 그러나 곡의 길이가 17분으로 너무 길어 음반에 넣을 수 없었고, 대신 라이브 공연에서 가끔씩 연주하는 것에 그쳤다.
팬들의 청원은 성공적으로 받아들여졌고, 밴드는 1995년 4월 뉴욕 베어트랙스 스튜디오에서 23분짜리 곡으로 수정하는 녹음을 시작했다. 셰레니언은 곡의 마지막 수정 때 상당부분 기여했다. A Change of Seasons의 발매를 위해 밴드는 음반을 EP 형태로 만들고 팬클럽 초청 공연때 연주한 커버곡들을 집어넣었다.
A Change of Seasons의 짧은 프로모션 투어를 마치고 밴드는 몇 달 동안 휴식에 들어갔다. 하지만 밴드는 팬클럽을 위해 밴드 초창기의 라이브 곡들을 집어넣은 크리스마스 특별 CD를 만드는 등 여전히 바빴다. 드림 시어터는 이런 크리스마스 CD를 2005년까지 계속 발매했다. 또한 휴식 기간 동안 구성원들은 다음 음반 녹음때의 공동작업을 대비해 개인적으로 곡을 만들기 시작했다.
반면, 레이블인 이스트웨스트 레코드에 몇 가지 변화가 생겼고, 밴드와 레이블과의 주 계약이 파기되었다. 그로 인해 밴드는 이전까지 전혀 관계가 없던 새로운 작업 팀과 함께해야 했다. 그들은 밴드에게 보다 '쉬운' 새 음반을 만들 것을 요구했다. 1996년 말, 밴드는 새 음반을 위해 스튜디오로 들어다. 좀 더 대중적인 사운드를 만들어내라는 압력을 주기 위해 이스트웨스트는 작곡자 겸 프로듀서인 데스몬드 차일드를 드림 시어터에 붙여주었고, 그는 새 음반이 덜 복잡하고 '라디오에서 친숙하게 들릴 수 있는' 사운드를 담을 수 있도록 음반 전체에 큰 영향을 미쳤다. 또한 데스몬드는 페트루치가 만든 곡 "You or Me"의 가사를 다듬고, 멜로디라인을 대폭 다듬었다. 그 결과 후렴구가 원곡과 상당히 달리진 "You Not Me"가 음반에 실리게 되었다.
밴드는 Images and Words 음반의 "Metropolis Pt.1: The Miracle and The Sleeper"의 후속작 격인 20분대의 곡을 포함, 총 2CD분량의 방대한 양을 만들어냈다. 하지만 레이블은 140분짜리 음반은 일반 대중이 소화시키기에 너무 길다는 이유로 더블 음반의 발매를 허락하지 않았다. 라브리에 또한 1CD로 발매하는 것이 낫다는 생각을 갖고 있었다. 결국 4집 Falling into Infinity는 싱글 CD로 발매되었고, 음반에 포함되지 않은 곡들은 따로 모아 The Falling Into Infinity Demos라는 이름으로 잇시잼 레코드에서 발매되었다.

### Scenes From A Memory와Metropolis 2000(1999-2001)
1997년, 마그나 카르타 레코드의 마이크 바니가 포트노이에게 프로그레시브 '슈퍼그룹'을 만들어 볼 것을 제안했다. 나중에 드림 시어터의 대표적인 사이드 프로젝트 밴드가 되는 리퀴드 텐션 익스페리먼트이다. 라인업은 드럼에 마이크 포트노이, 일렉 기타에 존 페트루치, 베이스 기타에 토니 레빈, 그리고 키보드와 신시사이저에는 당시 막 딕시 드렉스와의 작업을 마친 조던 루디스 이렇게 네 명으로 구성되어 있다. 이 활동을 통해 포트노이와 페트루치는 다시 한 번 조던 루디스에게 드림 시어터 가입을 제안하고, 결국 그는 셰레니언을 대신하여 드림 시어터의 세 번째 정식 키보디스트로 가입한다.
또 다시 새로운 구성원과 함께하게 된 드림 시어터는 베어트랙스 스튜디오에서 다음 음반 작업을 준비한다. 포트노이의 최후 통첩으로 레이블은 밴드에 음반 작업에 대한 전권을 주었다. Falling Into Infinity 시절 쓰였지만 음반에 들어가지 못했던 "Metropolis Pt.1 : The Miracle and The Sleeper"의 후속작이 다시 작업되었다. 20분짜리 곡은 음반 전체를 구성하는 콘셉트 곡으로 확대되었고, 그 속에는 환생, 살인, 배신 신같은 테마들이 돌고 도는 하나의 이야기가 담기게 되었다. 팬들의 이런저런 추측을 피하기 위해 작곡과 녹음 과정은 철저히 비밀에 부쳐졌다. 그러나 트랙 리스트와 발매일은 밴드의 의도와 달리 발매 전 유출되기도 했다. 1999년 발표된 Metropolis Pt.2 : Scenes From A Memory는 평론가들의 극찬을 받았다. 미국 차트에서 73위밖에 기록하지 못했지만 많은 팬들과 평론가들은 이 음반을 드림 시어터의 '마스터피스'로 규정하는데 이의를 제기하지 않는다.
음반은 처음에 데이비드 보트릴이 믹싱했지만 음반에 수록된것은 몇 곡 뿐이고, 대부분의 곡은 후에 케빈 셜리가 다시 믹싱하여 음반에 실렸다. 정규 음반에 실리지 못한 믹싱들은 밴드의 정규 부틀랙 The Making Of Scenes From A Memory에서 들을 수 있다.
음반 발매 후 이어진 큰 규모의 월드 투어는 1년이 넘게 걸렸고, 이 시기에 밴드는 가장 많은 팬들을 모았다. 공연은 음반의 연극적인 관점에 많은 영향을 받았다. 밴드는 Scenes From A Memory 음반 전체를 처음부터 끝까지 연주하고, 무대 배경에는 음반 줄거리를 담은 비디오를 동시에 상영한다. 음반 전체 연주가 끝난 이후에는 두 번째 셋리스트로 몇몇 커버곡들과 예전 음반의 조각들을 즉흥적으로 이어서 연주한다. 뉴욕 로즈랜드 볼룸에서 열린 공연에는 연기자를 동원해 음반 줄거리와 똑같은 내용의 연극을 보여주고 가스펠 합창단까지 동원하기도 했다.
북미 지역 투어 마지막 날이었던 이 공연은 밴드의 첫 번째 DVD로 만들어져 발매되었다. Metropolis 2000 : Live Scenes From New York이란 제목이 붙은 이 DVD는 2001년 초 발매되었다. 직후에 3CD로 구성된 오디오 버전 라이브음반도 발매되었다. (DVD에 비해 상당부분이 잘려 있다.)
CD 음반 커버아트는 원래 세계 무역 센터가 포함된 뉴욕 스카이라인을 배경으로 드림 시어터 초기 로고인 '불타는 하트(그리스도의 심장을 모델로 그림)'와 뉴욕의 상징인 '빅 애플'을 섞은 그림으로 만들어졌다. 그러나 우연히도 음반은 9.11 테러가 일어난 날 발매되었다. 음반은 재빨리 회수되고 현재와 같은 모양의 아트워크로 대체되어 재발매되었다.

### Six Degrees Of Inner Turbulence(2002)
레이블로부터 첫 번째 더블 음반 발매를 거절당한 지 4년 만에 밴드는 더블 음반의 발매 기회를 잡았다. 첫 번째 CD에는 7-13분 길이의 곡 5개, 두 번째 시디에는 총 42분 길이로 드림 시어터 발매작 중 가장 긴 곡인 "Six Degrees Of Inner Turublence"가 담겨 있다. 이 곡은 원래 루디스가 "Overture" 부분만 만든것을 밴드가 조금씩 다른 멜로디와 아이디어들을 집어넣으면서 점점 길어졌고, 여기서 만들어진 여러 곡들을 나중에 하나의 곡으로 이어 붙여서 만들어졌다.
Six Degrees of Inner Turbulence은 비평가와 언론으로부터 좋은 평가를 받았다. 또한 Awake 음반 이후 대중적으로 가장 주목받은 음반이기도 하다. 빌보드 차트에서는 46위, 빌보드 인터넷 차트에서는 1위를 기록했다. 1년 반 동안 가진 프로모션 투어에서 밴드는 몇 번의 커버 공연을 했는데, 메탈리카의 Master Of Puppets나 아이언 메이든의 The Number Of The Beast 등의 음반을 처음부터 끝까지 연주했다.

### Train of Thought와Live at Budokan(2003–2004)
2003년, 드림 시어터는 새로운 음반의 제작에 착수하기 위해 Scenes From A Memory 음반의 작곡과 녹음이 동시에 진행됐던 스튜디오로 돌아왔다. 변화의 일환으로 밴드는 녹음을 시작하지 않고 3주간 작곡을 먼저 하는 방식을 취했다. 음반의 반주를 녹음하던 중에 다른 프로그레시브 메탈 밴드인 퀸스라이크와 페이츠 워닝과 함께하는 특별 투어가 북미에서 이루어졌다. 드림 시어터의 프로모션 투어로 알려진 이 Escape From The Studio American 투어는 퀸스라이크와 드림 시어터가 헤드라인을 장식하고 페이츠 워닝과 함께했다. 매번 콘서트의 마무리로는 앵콜곡으로 드림 시어터와 퀸스라이크가 무대에서 동시에 커버곡을 주로 연주했다.
투어가 끝나고 드림 시어터는 스튜디오로 돌아와 일곱 번째 음반인 Train of Thought의 녹음을 마쳤다. 밴드는 지난 투어에서 커버했던 Master of Puppets와 The Number of the Beast에서 영향을 받은 음악을 중심으로 한 음반을 만드는데 더 집중했다. 그 결과로 두 음반의 직선적인 메탈 사운드가 Train of Thought 음반에 녹아들어가게 되었다. 이 음반은 비평가들에게 좋은 평가를 받았지만, 예스나 킹 크림슨과 같은 전통적인 프로그레시브 록을 선호하는 팬들의 상당수가 드림 시어터에게서 멀어지는 결과를 낳았다. 그와는 별개로, 드림 시어터의 팬층이 새로운 분야로 더 넓어져 더 많은 메탈 음악 팬들을 포용하게 되었다.
또 다른 월드 투어가 뒤따랐고, 드림 시어터는 그들에게 큰 영향을 준 밴드 중 하나인 예스와 함께 투어를 진행했다. 두 밴드는 작은 규모의 북미 투어를 마쳤고, 그 후에 드림 시어터는 An Evening With Dream Theater로 불리는 투어를 계속했다.
밴드는 그들의 Train of Thought 월드 투어 중 일본 무도관에서 열린 라이브가 담긴 CD와 DVD를 발매했다. 이 음반 Live at Budokan은 2004년 10월 5일 발매되었고, 드림 시어터의 라이브 연주는 프로그레시브 메탈 밴드 사이에서 최고 수준임을 인정받게 되었다.

### Octavarium과Score(2005-2006)
Train of Thought의 투어가 끝난 후 드림 시어터는 뉴욕의 더 힛 팩토리 스튜디오에서 여덟 번째 음반 작업을 시작했다. 알려진 바와 같이 이들이 그 유명한 스튜디오에서 녹음한 마지막 그룹이 되었고, 그들의 마지막 작업이 끝난 후 스튜디오는 문을 닫게 되었다.
Octavarium은 2005년 6월 7일 발매되었고 밴드의 음악성을 그전과는 또 다른 새로운 방향으로 이끌었다. 이 음반의 8개 트랙 중에는 마이크 포트노이의 알콜 중독 극복 12연작의 연속인 첫 트랙 "The Root of All Evil", 그리고 A Change of Seasons와 음악적으로 비견될 만한 변화무쌍한 서사적 타이틀 곡 "Octavarium"이 담겨 있다. Octavarium 음반은 팬들에게 다양한 반응을 얻었고 활발한 토론의 대상이 되었다. 이 음반은 엘렉트라 레코드와의 7개 음반 계약의 마지막 음반이 되었다.
드림 시어터는 밴드 20주년의 기념으로 기간투어를 포함해 2005년과 2006년 광범위한 투어를 했다. 기간투어 중 2005년 8월 2일 댈러스에서 열린 공연에서는 앵콜곡으로 판테라의 "Cemetery Gates"을 연주해 판테라의 기타리스트였던 다임백 대럴을 추모했다. 무대에서 러셀 알렌, 버튼 C. 벨, 데이브 머스테인 등의 뮤지션들이 같이 연주하기도 했다.
기간투어를 끝낸 드림 시어터는 그들의 콘서트를 계속했다. 그 중 몇몇 콘서트들은 팬클럽들에 의해 녹음되어 만들어졌다. 20주년 투어의 마지막 공연은 2006년 4월 1일 뉴욕의 라디오 시티 뮤직 홀에서 열렸다. 이 공연은 많이 홍보되지 않았는데도 불구하고 티켓이 발매된 지 얼마 안되어 매진되었다.
이 공연 실황은 2006년 8월 라이노 레코드에서 Score라는 이름의 CD와 DVD로 발매했고, 밴드 처음으로 오케스트라(Octavarium Orchestra)와 협연한 공연이 되었다.

### Systematic Chaos(2007-2008)
드림 시어터의 다음 음반인 Systematic Chaos는 2007년 6월 5일 발매되었다. 이 음반은 새로운 레이블인 로드러너 레코드(아틀랜틱 레코드의 자회사)와의 첫 번째 음반이 되었다. 레이블은 많은 방면으로 이 음반을 홍보했고, 그 결과로 Systematic Chaos는 밴드 역사상 가장 높은 빌보드 차트 19위를 기록했다. 또한 7월 14일 "Constant Motion'의 뮤직비디오가 나오기도 했는데, 이는 1997년 "Hollow Years"의 비디오 이후로 처음 만들어진 것이다. 밴드의 20년을 자세히 조명한 공식 책 'Lifting Shadows'가 같은 해 발매되기도 했다. Systematic Chaos는 8개 곡을 담고 있지만, 사실상 7곡이다. 대곡인 "In the Presence of Enemies"가 음반의 1번과 8번 트랙에 걸쳐있고, 포트노이의 알콜 중독 극복 12연작 "Repentance"와 정치적 성격을 띈 곡 "Prophets of War"를 담고 있다.
2007/2008 Chaos In Motion World 투어는 이탈리아에서 시작되었다. 드림 시어터는 2007년 6월 3일 갓즈 오브 메탈(Gods of Metal) 콘서트에서, 2007년 6월 17일에는 네덜란드의 필드 오브 록 페스티벌(Fields of Rock Festival)에 출연했다. 영국의 다운로드 페스티벌, 프랑스에서 열린 헬페스트 서머 오픈 에어(Hellfest Summer Open Air)같은 유럽의 다양한 페스티벌들에 메가데스, 콘, 마스토돈, 슬레이어 같은 밴드들과 함께 참여했다.
드림 시어터는 북미로 돌아와 투어를 계속해 7월 24일 캘리포니아주 샌디에이고에서, 8월 26일에는 펜실베이니아주 필라델피아에서 리뎀션과 인 투 이터니티같은 밴드와 함께 오프닝 공연에 나섰다. Chaos In Motion 투어는 2008년까지 계속 이어졌고, 아시아, 남아메리카, 밴드 처음으로 오스트레일리아 등에서 공연을 펼쳤다.

### Greatest Hit와Chaos in Motion(2008)
2008년 4월 1일 밴드는 베스트 음반인 Greatest Hit (...and 21 Other Pretty Cool Songs)을 더블음반으로 발매했다. 제목의 "Greatest Hit"는 라디오 최고 히트곡인 "Pull Me Under"를 뜻한다. 이 음반에는 Images and Words에서 리믹스한 3곡, 싱글 에디트된 5곡, 싱글 B사이드의 곡 등이 포함되어 있다. 다른 베스트 음반들과 달리, 드림 시어터는 그들이 최고로 느끼는 곡들을 직접 선곡하는 등 적극적으로 참여했다.
드림 시어터는 4월 29일에 시작했던 Progressive Nation 투어 2008이라는 이름의 패키지 투어를 마쳤다. 투어에는 오페스, 비트윈 더 베리드 앤 미, 3 등의 밴드가 함께했다. 이번 투어에는 캐나다 밴쿠버같이 그들이 전에 방문한 적 없거나 몇 년간 방문하지 않았던 곳들에서 공연을 펼쳤다. 또한 Images and Words의 발매 후 처음으로 소규모의 회관과 공연장 등지에서 공연을 하기도 했다.
투어가 끝난 후 밴드는 Chaos in Motion 2007-2008 DVD를 발매했다. 이 음반에는 Systematic Chaos의 곡들과 투어 중의 곡들이 담겨있다. 이 DVD는 두 가지 형태로 2DVD, 그리고 음원이 담긴 CD에 DVD가 포함된 스페셜 에디션으로 발매되었다. 2008년 9월 30일 발매되었다.

### Black Clouds & Silver Linings(2008-2009)
마이크 포트노이는 2008년 6월 2일 밴드가 스튜디오에서 녹음을 시작했음을 알렸다. 드림 시어터는 2008년 10월 7일 10번째 음반의 작업을 시작했다. 이 음반은 Black Clouds & Silver Linings라는 이름으로 2009년 6월 23일 발매되었다. 일반 CD 뿐만 아니라 LP, 음반 수록곡의 연주곡, 6개의 커버곡이 포함된 3CD 스페셜 에디션으로도 출시되었다.
5월 1일 마이크 포트노이는 Metal Hammer와의 인터뷰에서 "The Shattered Fortress"가 알콜 중독 극복 연작의 마지막 곡임을 밝히면서 ""The Best of Times"는 음반 작업 중 돌아가신 제 아버지를 다룬 저의 개인적인 곡입니다. 작업 중에 암 투병중이셨죠."라고 전했다.
밴드는 유럽에서의 첫 공연을 시작으로 두 번째 Progressive Nation 투어에 참여했다. 유럽에서는 오페스, 비겔프, 언익스펙트 등이, 자파 플레이스 자파는 북미에서의 공연을 할 것으로 정해졌다.
2009년 6월 22일 마이크 포트노이는 그의 포럼에 북미에서 열리는 Progressive Nation 2009 투어의 라인업에 변경이 있다고 공지했다. 각자의 레이블과의 재정적 문제로 페인 오브 셀베이션과 베어드피쉬가 드림 시어터, 자파 플레이스 자파와 같이 투어를 진행할 수 없게 되었다고 전했다. 또한 두 팀의 빈자리는 비겔프와 스케일 더 서밋(Scale The Summit)이 대신할 것이라고 밝혔다.
2009년 7월 1일 밴드의 음반은 빌보드 차트 6위를 기록했고, 일주일 동안 40,285장의 판매고를 올렸다.

### 마이크 포트노이의 탈퇴와 새로운 드러머의 영입
2010년 6월, 밴드의 보컬 제임스 라브리에는 밴드가 1월까지 휴식을 가진 후 차기 음반의 작업을 시작하겠다고 인터뷰에서 밝혔다. 2010년 9월 8일 수요일, 마이크 포트노이는 드림 시어터를 탈퇴하겠다는 의사를 밝혔다.
공식적인 발표에서 그는 나머지 구성원들에게 얼마 기간 동안 휴식을 갖자고 제의했으나, 구성원들은 이에 동의하지 않았으며, 결국 포트노이는 밴드에서 탈퇴하기로 결정했다고 밝혔다. 후에 포트노이는 탈퇴를 번복하고 드림 시어터에 다시 복귀하고자 했으나, 구성원들은 이를 거절했다. 포트노이는 그의 홈페이지에서 "나는 일말의 가능성을 믿고 드림 시어터에 돌아가길 희망했다. 나머지 구성원들이 어떠한 새로운 소식도 발표하지 않았고, 새 드러머를 영입하여 활동을 재개한 것도 아니었기 때문이다. 그러나 그들은 나의 제안을 거절했다." 고 밝히며, 다시는 드림 시어터로 돌아갈 수 없음을 알렸다.
2010년 10월, 드림 시어터는 새로운 드러머를 영입하기 위한 오디션을 연다. 이 자리에 세계적인 수준의 연주실력을 가진 일곱 명의 드러머가 참여하였고,
2011년 3월 밴드의 기타리스트인 존 페트루치는 홈페이지에서 드림 시어터의 새로운 드러머로 마이크 맨지니가 결정되었음을 밝혔다. 2011년 9월 13일,
드림 시어터는 그들의 새 음반이자 11번째 스튜디오 음반인 A Dramatic Turn of Events를 발표한다.

## 로고와 상징
밴드의 이름이 마제스티에서 드림 시어터로 바뀌게 되기는 했지만, 드림 시어터는 마제스티 문장으로 알려진 로고와 그들의 대부분의 스튜디오 음반에 새겨진 이름 마크를 채택하고 있다. 마제스티 문장은 When Dream and Day Unite 음반 표지에 사용하기 위해 찰리 도미니시가 메리 1세 여왕의 문장을 바탕으로 만들었다. 문장에는 그리스 문자 피, 뮤, 람다가 들어가 있다.

## 음반 목록
이 부분의 본문은 드림 시어터의 음반 목록입니다.

### 정규 음반
- 1989년 : When Dream and Day Unite
- 1992년 : Images and Words
- 1994년 : Awake
- 1995년 : A Change of Seasons
- 1997년 : Falling into Infinity
- 1999년 : Metropolis Pt.2 : Scenes from a Memory
- 2002년 : Six Degrees of Inner Turbulence
- 2003년 : Train of Thought
- 2005년 : Octavarium
- 2007년 : Systematic Chaos
- 2009년 : Black Clouds & Silver Linings
- 2011년 : A Dramatic Turn of Events
- 2013년 : Dream Theater
- 2016년 : The Astonishing
- 2019년 : Distance over Time
- 2021년 : A View from the Top of the World
- 2025년 : Parasomnia

### 라이브 음반
- 1993년 : Live at the Marquee (EP)
- 1998년 : Once in a LIVEtime
- 2002년 : Live Scenes From New York
- 2004년 : Live at Budokan
- 2006년 : Score : 20th Anniversary World Tour
- 2008년 : Chaos In Motion 2007-2008
- 2013년 : Live at Luna Park
- 2014년 : Breaking the Fourth Wall

### 싱글 음반
- 1992년 : Another Day
- 1994년 : Lie
- 1994년 : The Silent Man
- 1997년 : Hollow Years
- 2000년 : Through Her Eyes
- 2010년 : Wither
- 2013년 : The Enemy Inside

### 베스트 음반
- 2008년 : Greatest Hit (...and 21 Other Pretty Cool Songs)

### DVD 음반
- 1993년 : Images and Words: Live in Tokyo
- 1998년 : 5 Years in a LIVEtime
- 2001년 : Metropolis 2000 : Scenes from New York
- 2004년 : 5 Years in a LIVEtime
- 2004년 : Live at Budokan
- 2006년 : Score : 20th Anniversary World Tour
- 2008년 : Chaos In Motion 2007-2008
- 2013년 : Live at Luna Park
- 2014년 : Breaking The Fourth Wall

## 구성원
이 부분의 본문은 드림 시어터의 밴드 구성원 목록입니다.

### 현재 구성원
- 제임스 라브리에(James LaBrie) : 리드 보컬 (1991-현재)
- 존 페트루치(John Petrucci) : 기타, 백 보컬 (1985-현재)
- 조던 루디스(Jordan Rudess) : 키보드 (1998-현재)
- 존 명(John Myung) : 베이스 기타 (1985-현재)
- 마이크 맨지니(Mike Mangini) : 드럼 (2010-현재)

### 거쳐간 구성원
- 크리스 콜린스(Chris Collins) : 보컬 (1986-1987)
- 찰리 도미니치(Charlie Dominici) : 보컬 (1987-1989)
- 케빈 무어(Kevin Moore) : 키보드 (1985-1994)
- 데렉 셰레니언(Derek Sherenian) : 키보드 (1994-1999)
- 마이크 포트노이(Mike Portnoy) : 드럼, 퍼커션, 백 보컬 (1986-2010)

## 수상과 인증
RIAA 플래티넘 & 골드 음반 인증
1. Images and Words (골드) - 1995년 2월 2일
2. Metropolis 2000: Live Scenes From New York (골드) - 2002년 11월 8일
3. Live at Budokan (DVD) (플래티넘) - 2005년 2월 26일
4. Live in Tokyo/5 Years in a Livetime (플래티넘) - 2006년 3월 22일
5. Score (DVD) (플래티넘) - 2006년 10월 11일

Keyboard Magazine에서 조던 루디스는 'Keyboard Magazine's Poll Award'의 다음 부분에서 선정되었다
1. Best New Talent (1994)
2. Burrn magazine's best keyboards player of the year (2007)

Modern Drummer에서 마이크 포트노이는 'Modern Drummer magazine Reader's Poll awards'의 다음 부분에서 수상하였다.
1. Best Up & Coming Talent (1994)
2. Best Progressive Rock Drummer (1995-2006)
3. Best Recorded Performance (1995 for Awake, 1996 for A Change of Seasons, 1998 for Falling Into Infinity, 2000 for Metropolis, Pt. 2: Scenes From a Memory, 2002 for Six Degrees of Inner Turbulence, and 2007 for Score)
4. Best Clinician (2000, 2002)
5. Best Educational Video/DVD (2000, 2002)
6. Hall of Fame Inductee (2004)

Guitar World에서 Metropolis Pt. 2: Scenes from a Memory 음반이 가장 위대한 기타 음반 100선에서 95위에 랭크되었다. 
 

Total Guitar 존 페트루치가 올해의 기타리스트 상을 수상했다. (2007) 
 

그 외 사항
1. 드림 시어터의 솔트 레이크 시티 쇼에서, 유타주의 주지사 Jon Huntsman, Jr. 가 2007년 7월 30일을 '드림 시어터의 날'로 정하였다.
2. 2007년 12월, 드림 시어터가 이 달의 Xbox Live's artist로 선정되었다.
3. 드림 시어터의 뮤직비디오 Constant Motion이 2007년 Headbanger's Ball 콘테스트에서 2위를 차지하였다.
4. 드림 시어터의 "Panic Attack"이 비디오게임 "Rock Band 2"에 실릴 예정이다.